# Rozrost wszystkich narodów
Rozrost wszystkich narodów – ogólnoświatowa seria kongresów (dużych spotkań religijnych), zorganizowanych przez Świadków Jehowy w roku 1947.

## Kongresy
Kongresy odbyły się w kilkudziesięciu krajach.

### Austria
W pierwszym powojennym czterodniowym kongresie w Austrii uczestniczyło 1700 osób, 131 osób zostało ochrzczonych.

### Czechosłowacja
W programie kongresu w Brnie, który się odbył w dniach od 3 do 5 czerwca 1947 roku, uczestniczyło trzech przedstawicieli Biura Głównego – Nathan H. Knorr, Milton G. Henschel i Hayden C. Covington. Obecnych było 2300 osób, a wszystkich Świadków Jehowy na terenie Czechosłowacji było wtedy około 1400. Ochrzczono 173 osoby.

### Filipiny
Na Filipinach kongres zorganizowano pod hasłem „Narody wysławiające Boga”. Odbył się on w dniach od 31 marca do 2 kwietnia 1947 roku. Kongres zorganizowano w Rizal Memorial Coliseum przy ulicy Vito Cruz w Manili. Ponieważ słaba akustyka w dniu otwarcia sprawiła, że programy w różnych językach były prawie niezrozumiałe, kongres został przeniesiony do Philippine Racing Club w Santa Ana. Na kongresie przemawiał Nathan Knorr i Milton Henschel. 151 osób zostało ochrzczonych w Zatoce Manilskiej.

### Francja
Ponieważ przez osiem lat od wprowadzenia zakazu nie można było organizować regularnych zgromadzeń publicznych, dlatego 80% Świadków Jehowy we Francji nigdy nie uczestniczyło w takich spotkaniach (większość z nich została Świadkami Jehowy w okresie II wojny światowej i zaraz po jej zakończeniu). W kongresach w Lyonie, Strasburgu, Paryżu i Douai uczestniczyło w sumie 6500 osób, w tym Grant Suiter, Hayden C. Covington, Nathan Homer Knorr i Milton George Henschel oraz delegacje z Zachodniej Afryki i Martyniki.

### Ghana
W połowie grudnia 1947 roku w kongresie, który odbył się teatrze Palladium w Akrze, uczestniczyli N. Knorr i M. Henschel. Liczba obecnych wyniosła 1353 osoby (w tym 950 miejscowych Świadków Jehowy), ponad 800 z nich brało udział w działalności kaznodziejskiej, zapraszając mieszkańców na program kongresu. Przybyły również delegacje z Liberii, Sierra Leone i Nigerii. W Oceanie Atlantyckim ochrzczono 171 osób. Wykład publiczny został przetłumaczony na język twi i język ga.

### Niemcy
W ogólnokrajowym kongresie, który odbył się 31 maja i 1 czerwca w Stuttgarcie uczestniczyło około 7 tysięcy osób. Z powodu całkowitego zbombardowania miasta brakowało sal, dlatego wynajęto plac na przedmieściu miasta. Knorr, Henschel i Covington brali także udział w kongresach w Berlinie, Hamburgu, Hanowerze i Essen.

### Nigeria
Wykładu publicznego wygłoszonego przez N. Knorra na kongresach w Ibadanie i Lagos wysłuchało 10 000 osób. Nie zdołał on dotrzeć na kolejny kongres w Igboland. Inni mówcy, Attwood i Moreton zdołali przepłynąć rzekę Niger kajakiem, a po nocnej podróży ciężarówką dotarli do Enugu, by tam wygłosić przemówienia.

### Norwegia
Ogólnokrajowy kongres odbył się w Oslo. Było na nim obecnych 1446 osób, w tym N. Knorr.

### Palestyna
W kongresie w Hajfie uczestniczyło ponad 80 Świadków Jehowy przybyłych z Ramallah, Bajt Dżala i Bat Jam.

### Polska

#### Kraków
W dniach 25 i 26 maja 1947 roku w (nieistniejącej już) hali sportowej przy ul. Zwierzynieckiej 24 w Krakowie odbył się ogólnokrajowy zjazd pod hasłem „Chwalcie Jehowę wszystkie narody” (w roku 1947 było to biblijne hasło roczne). Ponad 7 tys. uczestników nosiło plakietki w kształcie fioletowego trójkąta, wzorowane na oznakowaniu Świadków Jehowy w obozach koncentracyjnych, by przypominać o prześladowaniach, jakie przeszli pod rządami nazistów. 476 osób zostało ochrzczonych w rzece Wiśle. W zjeździe uczestniczyło dwóch absolwentów Szkoły Gilead – Stefan Behunick i Paweł Muhaluk, którzy 19 marca 1947 roku przybyli do Polski. W czasie programu wystosowano apel o potrzebie zwiększenia liczby pionierów. Z powodu sprzeciwu miejscowego kleru, w dniach zgromadzenia nie zorganizowano publicznej działalności kaznodziejskiej, która miała na celu zapraszanie mieszkańców na zjazd. Pomimo tego, wykładu publicznego – w budynku oraz na placu zewnętrznym – wysłuchało około 8000 osób. Pieśni Królestwa śpiewane były przez chór Świadków Jehowy z Lublina przy akompaniamencie orkiestry. Delegaci zborów z innych części Polski przyjeżdżali wynajętymi wagonami kolejowymi (władze nie udzieliły zniżek na bilety), zakwaterowani byli w szkołach. Głosicielom udostępniono bezpłatne konkordancje biblijne (7200 egzemplarzy). Odczytano przesłane pozdrowienia od uczestników kongresu w Cleveland. Nathan Homer Knorr nie otrzymał od polskich władz wizy na przyjazd na kongres, chociaż inne kraje europejskie mu ją udzieliły.

#### Warszawa
W dniach od 14 do 16 sierpnia kongres odbył się na stołecznych kortach Legii Warszawa. W każdy poranek dnia kongresowego, uczestnicy prowadzili działalność kaznodziejską. Wykładu publicznego „Błogosławieni pokój czyniący” wysłuchało około 1000 osób.

#### Teresin
Od 9 do 11 września konwencja z udziałem około 2000 osób odbyła się w Teresinie.

#### Sopot
Od 26 do 28 września zgromadzenie odbyło się w hali w Sopocie przy ul. 23 marca 9/11.

#### Szczecin
Od 22 do 24 sierpnia w Szczecinie odbyło się zgromadzenie z udziałem ponad 1600 obecnych. Nazajutrz, 25 sierpnia 1947 roku w Świnoujściu zorganizowano wyjazdową kampanię służby kaznodziejskiej.

#### Bydgoszcz
30 kwietnia z udziałem 1500 osób odbyło się zgromadzenie w Bydgoszczy.

#### Blachownia
11 maja z udziałem 1000 osób odbyło się zgromadzenie w Blachowni.

#### Jelenia Góra
12 i 13 lipca w Jeleniej Górze odbyła się pierwsza powojenna konwencja na Dolnym Śląsku z udziałem 1068 osób. Urządzili ją w wyremontowanym przez nich budynku. Na zjazd przyjechała orkiestra z Poznania oraz delegacje z Kłodzka i Wrocławia. Miejsce zgromadzenia do późnej nocy ochraniała milicja.

#### Tarnów
Od 11 marca do 13 marca w Teatrze Miejskim w Tarnowie Świadkowie Jehowy na podstawie zezwolenia uzyskanego od PUBP zorganizowali zgromadzenia. Na pierwszym było 240 osób, na drugim 380, a na trzecim 620 osób. 90% obecnych pochodziło spoza powiatu tarnowskiego, 13 marca ochrzczono 16 kobiet i 16 mężczyzn.

### Stany Zjednoczone
Kongresy odbyły się m.in. w Los Angeles (Wrigley Field, 13-17.08.1947; 45 729 obecnych), w Honolulu na Hawajach (817 obecnych).

### Szwajcaria
W kongresie, który się odbył w dniach od 23 do 26 maja 1947 roku w Zurychu uczestniczył Nathan H. Knorr, F. Franz, H. Covington i M. Henschel. Liczba obecnych wyniosła 1540 osób. Przybyli delegaci z Anglii, Francji, Holandii, Luksemburga, Niemiec, Włoch i innych krajów.

### Węgry
W pierwszym krajowym kongresie zorganizowanym w stołecznej hali sportowej uczestniczyło 1200 osób. Dla osób udających się na kongres wynajęto od węgierskich kolei państwowych specjalny pociąg, oznakowany napisem Zgromadzenie Świadków Jehowy, na który obowiązywała 50-procentowa zniżka cen biletów.

### Wielka Brytania
W dniach od 3 do 6 lipca 1947 roku kongres odbył się w Earls Court w Londynie. Wykładu publicznego „Nieprzemijający władca wszystkich narodów” wysłuchało ponad 18 tysięcy osób. W Wielkiej Brytanii kongres odbył się pod hasłem „Narody wysławiające Boga”. Miejscowi Świadkowie Jehowy zakwaterowali w swoich mieszkaniach ponad 3000 delegatów. Kongres odbywał się w czasie, gdy 80% autobusów zostało wycofanych z transportu miejskiego, co utrudniło dotarcie osób zaproszonych. Pomimo tego w kongresie wzięło udział ponad 5000 zainteresowanych, niebędących Świadkami Jehowy.

### Włochy
16 maja 1947 roku w Cinema Zara w Mediolanie odbył się pierwszy powojenny kongres krajowy z udziałem N. Knorra i około 700 obecnych.

### Pozostałe kraje

Kongres Świadków Jehowy w Finlandii (Messuhallissa, 1947)

Kongresy, w których uczestniczyli przedstawiciele Biura Głównego, odbyły się również m.in. w Australii, Belgii, Birmie, Danii, Egipcie, Finlandii, Grecji, Hiszpanii, Hongkongu, Holandii, Indiach, Kanadzie, Libanie, Luksemburgu, Nowej Fundlandii, Nowej Zelandii,
Portugalii, Syjamie, Szwecji.

## Ważne punkty programu
- Wykład publiczny: Nieprzemijający władca wszystkich narodów
- Rezolucja: Przyjęto specjalną rezolucję[52].